# 広島県道83号志和インター線
広島県道83号志和インター線（ひろしまけんどう83ごう しわインターせん）は、広島県東広島市を通る県道（主要地方道）である。

## 概要

### 路線データ
- 起点：広島県東広島市志和町別府（貞岡北交差点、広島県道33号瀬野川福富本郷線交点）
- 終点：
  - 広島県東広島市志和町七条椛坂字則重（志和インター入口交差点、国道2号交点）
  - 広島県東広島市八本松町宗吉（西条バイパス八本松西IC）・西条バイパスとの接続路線[1]
- 総延長：4.2 km[2]
- 実延長：総延長に同じ
- 認定：1994年（平成6年）4月1日[2]

## 歴史
- 1993年（平成5年）5月11日 - 建設省から、県道小河原志和線の一部が志和インター線として主要地方道に指定される[3]。
- 1994年（平成6年）4月1日 - 広島県告示第406号により認定される。
  - 前身は広島県道176号小河原志和線。同路線のうち東広島市志和町別府（広島県道33号瀬野川福富本郷線）以南が本路線に移行した。
  - これに伴い、広島県道176号小河原志和線は東広島市志和町別府（広島県道33号瀬野川福富本郷線）以北に路線が短縮された。

## 路線状況
2005年（平成17年）4月に西条バイパス終点の八本松町宗吉まで延長され（このうち八本松西ICから大山トンネル予定地付近までの0.75 kmは国道2号東広島バイパスとの並行路線）、それまで西条バイパスから志和ICまで行くには、いったん溝迫交差点から志和インター入口まで2号線の現道を経由しないと行けなかったが、延長部分の開通で所要時間が短縮しアクセスが改善された。これにより、溝迫交差点と志和インター入口交差点付近の下り線（広島方面）の渋滞は以前と比べ改善された一方、新設部分の交通量が増加し、現道83号と交差する新設された志和インター入口北交差点付近が志和インター方面と西条バイパス方面両方で混雑し、朝、夕の通勤ラッシュ時は渋滞していた。2023年3月19日に西条バイパスと東広島バイパスが直結し、この部分の渋滞は改善された。
志和インター入口北から西志和小学校前交差点までの間でも夕方は志和インター方面に向かって、渋滞または混雑が起きる。

## 地理

### 通過する自治体
- 東広島市

### 交差する道路
- 広島県道33号瀬野川福富本郷線（起点）
- 山陽自動車道 志和IC（東広島市志和町冠・志和インター交差点）
- 広島県道83号志和インター線 支線（東広島市志和町七条椛坂・志和インター入口（北）交差点）
- 国道2号（終点）

支線
- 広島県道83号志和インター線（東広島市志和町七条椛坂・志和インター入口（北）交差点）
- 国道2号（東広島市八本松西）
- 国道2号 西条バイパス（東広島市八本松町飯田・支線終点）【北緯34度26分26.6秒 東経132度41分6.5秒 / 北緯34.440722度 東経132.685139度】